# 오언 하트

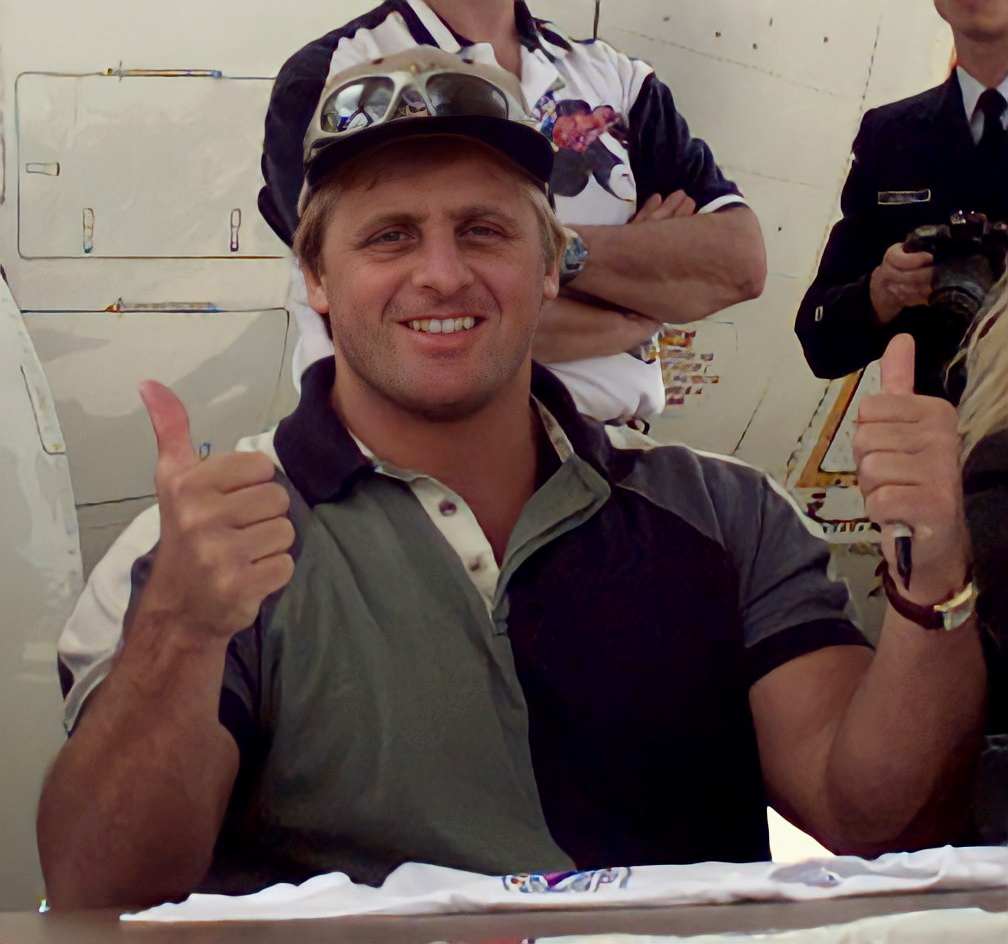

오웬 제임스 하트(Owen James Hart, 1965년 5월 7일 ~ 1999년 5월 23일)는 캐나다의 프로레슬러이다. 1986년에 프로레슬링에 입문하였다.

## 가족
전설의 캐나다인 레슬러 스튜 하트의 8남, 즉 막내로 1965년 5월 7일에 태어났다. 형제들은 총 12남매이며, 형은 브렛 하트, 매형은 짐 네이드하트와 데이비드 보이 스미스, 조카는 데이비드 하트 스미스, 나탈리아 나이드하트 등이다.

## 신체 사항
- 키 178 cm
- 몸무게 103 kg

## 수상
- IWGP 주니어 헤비웨이트 챔피언 1회
- Stampede 브리티쉬 커먼윌스 미드-헤비웨이트 챔피언 1회
- Stampede 레슬링 인터내셔널 태그팀 챔피언 1회 - 벤 바사라브
- Stampede 노스 아메리칸 헤비웨이트 챔피언 2회
- Stampede 레슬링 명예의 전당 헌액
- USWA 통합 월드 헤비웨이트 챔피언 1회
- WWE 인터콘티넨탈 챔피언 2회
- WWE 월드 태그팀 챔피언 (구 버전) 4회 - 요코주나 (2회) , 브리티쉬 불독 (1회) , 제프 제럿 (1회)
- WWE 유로피언 챔피언 1회
- WWE 킹 오브 더 링 1994 우승

## 사망
1999년 5월 23일, 미국 캔자스주에서 WWE 오버 더 에지가 열린 가운데 퍼포먼스로 천장에 줄을 매달아 등장 하다가 줄을 연결한 장치가 고장나는 바람에 15m 아래로 추락하여 턴버클에 머리를 찍혀 병원 후송도중 사망했다. 사고 후 WWE는 사고당시 녹화본을 모두 삭제했다.

## 같이 보기
- 하트 가문